# Prelà
Prelà är en kommun i provinsen Imperia i regionen Ligurien i Italien. Kommunen hade 475 invånare (2018).